# Julius Soubise
Julius Soubise (1754 - 25 août 1798) fut un des plus célèbres hommes de couleur libre, du XVIIIe siècle colonial britannique, connu comme violoniste, acteur et dandy. Né dans l'île de Saint-Christophe (Saint-Kitts) d'un père esclave de la Jamaïque, il est décédé en Inde où il dirigeait une école d'équitation Soubise.

## Biographie
En 1764, âgé de 10 ans, Julius Soubise est acheté par Stair Douglas, capitaine dans la Royal Navy et placé chez Catherine Douglas (née Hyde), duchesse of Queensbury (1701–1777) qui avait à cette date perdu ses deux fils. Celle-ci confie l'éducation de l'adolescent à Domenico Angelo, père de Henry Angelo, dont Joseph Bologne de Saint-George fréquentera plus tard la salle d'armes. L'acteur David Garrick lui enseigna la diction.
Le Jeune Julius accompagnait régulièrement son maître d'armes, comme huissier, à Eton et Windsor. Plus tard, il sera populaire dans les cercles de la bourgeoisie et de la noblesse, admis dans de nombreux clubs de la haute société.

## Voyage vers l'Inde
En 1777, Julius Soubise est accusé de viol sur une femme de la maison de la duchesse de Queensberry. Il quitte alors l'Angleterre pour l'Inde. Au cours de son voyage, Julius écrit des lettres à son ami Ignatius Sancho, de Madère et du Cap. Celui-ci, dans sa lettre XIII datée du 29 novembre 1778, lui annonce le décès de la duchesse survenue deux jours après l'embarquement de son protégé à Portsmouth. Également, il lui prodigue maints conseils pour devenir un homme bon, intelligent et industrieux, lecteur de la bible. La correspondance entre les deux hommes de même origine et condition sociale, prend la tournure d'une relation épistolaire entre un père et son fils. Mais, il s'agit avant tout de l'ambition d'un des premiers affranchis, leader du mouvement abolitionniste dans l'empire britannique, pour ceux de son groupe social. Ce texte trouve sa place sur cette page pour illustrer deux figures noires dans l'Europe de la seconde moitié du XVIIIe siècle.
« Vôtre lettre, datée de Madras, est parvenue jusqu'à moi. Je n'ai pas besoin de vous dire que votre récit m'a plu - et le style de votre lettre a indiqué un esprit purgé de ses folies - et de meilleures habitudes de pensée qui, je l'espère précédent le stade de l'action. Je  ne sais pas vraiment si, dans votre cas, la Providence produira beaucoup de bien mais je me plais à penser que vous vous rétablirez et vous tiendrez plus fermement dans votre vie future  en réfléchissant sur votre passé aussi amer soit-il.

Sans nul doute, vous avez reçu ma lettre vous informant de la lourde perte de votre grande et noble et si amicale bienfaitrice et patronne, la bonne Duchesse de Queensberry ; elle est entrée au paradis, le 17 juillet 1777, juste deux jours après que vous avez quitté Portsmouth. - Je dois maintenant vous informer, que sa Grâce l'a suivie le 21 octobre cette année; juste quinze mois après sa bonne Duchesse, plein d'années et d'honneurs, il est parti rejoindre sa Duchesse et partager les récompenses d'un Dieu juste, qui seul savait leurs mérites et seul pouvait les récompenser. Ainsi il a plu à Dieu de ramener vos bienfaiteurs à lui - vous recommandant en même temps de dépendre d'un effort honnête et sur votre propre industrie - et d'avoir humblement confiance dans le Tout-puissant.
Vous pouvez sans risque conclure maintenant, que vous n'avez pas beaucoup d'amis en Angleterre. Veillez  avec attention, bienveillance, humilité et industrie à vous faire des amis où vous êtes. La bonne volonté et l'honnêteté dans le travail, route vers la richesse, une femme économe - sans basse avarice ni rapacité - fera de vous, dans  quelques années un homme honnête et indépendant.

J'espère que vous cultivez la bonne volonté et l'amitié de L- ; il est un bijou - reconnaissez sa grande valeur, aimez-le et placez-le près de votre cœur - il ne vous flattera ni ne vous condamnera - tant mieux - il sera votre meilleur ami. Il a un esprit de générosité - ceux-là ne sont jamais ingrat - et nous a envoyé une preuve de son affection, que nous ne saurons jamais oublier.

Laissez-moi vous conseiller pour l'amour de vous et comme lié dans l'honneur ; le premier argent que vous pouvez épargner - d'en envoyer plus de 20₤. pour réduire votre dette auprès de M. P' s, le sadler -  vous lui avez emprunté de l'argent, vous savez. - Quant à moi, je suis complètement à votre service dans la mesure de mon pouvoir. Mais, indépendamment des commissions que vous m'envoyez, envoyez de l'argent - ou je ne vous remue personne. Vous connaissez bien ma pauvreté - mais c'est une pauvreté honnête - et je n'ai pas besoin d'en rougir ou  de la dissimuler. Vous êtes aussi endetté auprès de M. O-, Bond Street. De petites dettes de cette sorte vous pouvez recouvrer - payez aussitôt que vous pouvez - cela effacera beaucoup de mauvaises traces dans les cœurs et les têtes de vos ennemis. Créez-vous un meilleur nom - et frayez la voie pour votre retour, dans quelques années, en Angleterre - avec crédit et réputation.

Avant que je ne conclue, laissez-moi, comme votre vrai ami, vous recommander sérieusement de fréquenter régulièrement votre Bible. Croyez-moi, plus vous étudierez les paroles de Dieu - plus votre paix et votre bonheur augmenteront. Les Imbéciles peuvent vous railler - et la jeunesse dévergondée jeter leur venin - mais comme vous ne devez pas être un garçon toute votre vie - et j'ai confiance vous ne serez pas compté parmi les imbéciles - mettez chacun de vos efforts à profit pour devenir un homme bon - et laissez le reste à Dieu.

J'ai reçu vos lettres du Cap et une de Madère ; Elles étaient toutes de bonnes lettres - descriptions de choses et des places. Je voudrais avoir votre description du fort et de la ville de Madras - le pays alentour - les gens - leurs façons de vivre - la valeur des monnaies - la religion - les lois - les animaux - la mode et le goût, &c. &c. Bref, écrivez tout - chaque chose - et par-dessus tout, améliorez votre pensée avec de la bonne lecture. Entretenez-vous avec les hommes de bon sens plutôt qu'avec les dandies imbéciles, imbus de mode et de richesses. Soyez humble avec les riches. Affable, ouvert et accommodant à vos égaux. Agissez avec compassion avec les pauvres.

Je vous ai traité avec franchise pour preuve de mon amitié. Mme. Sancho, persuadée que vous êtes vraiment un homme bon, envoie ses meilleurs vœux. Quand son mouchoir sera lavé, vous l'enverrez à la maison. Les filles veulent que vous vous souveniez d'elles et tout de bon à l'ami L.
Vôtre, &c. &c., I. SANCHO. (Ignatius Sancho). »

## Séjour en Inde
En Inde, Julius Soubise fondera une école d'équitation. Il meurt des suites d'une chute de cheval. Henry Angelo rapporte le fait avec humour dans son ouvrage.
« The accomplished blacky, Soubise (whom I have so much spoken of), having fallen from a vicious and unruly horse, upon the Madras racing ground, a gentleman went to afford assistance, if necessary, and accosted him in these words:—" Mr. S., I am glad you have shown a disposition for the turf." signé "An eye-witness". (Henry Angelo) ».